# أسفل الزوق (يهر)

تعديل مصدري - تعديل

اسفل الزوق هي إحدى قرى عزلة يهر بمديرية يهر التابعة لمحافظة لحج، بلغ تعداد سكانها 126 نسمة حسب تعداد اليمن لعام 2004.